# Гудайтіс-Гузявічюс Олександр Августович
Олександр Августович Гудайтіс-Гузявічюс (нар. 25 травня 1908, місто Москва, тепер Російська Федерація — 18 квітня 1969, місто Вільнюс, тепер Литва) — литовський письменник, радянський діяч органів держбезпеки, нарком внутрішніх справ і державної безпеки Литовської РСР, генерал-майор (1945). Член Бюро ЦК КП(б) Литви (1940—1945). Депутат Верховної Ради СРСР 1-го (1941—1946) і 4-го скликань (1950—1954).

## Життєпис
Народився в родині робітника. У 1922 році закінчив середню школу в Москві і разом з родиною переїхав до Литви, де з 1922 по 1928 рік навчався в гімназії. З 1924 по 1931 рік був членом комсомолу Литви. Член Комуністичної партії Литви з січня 1927 року.
З 1925 року працював у комсомольських і профспілкових організаціях Литви. У листопаді 1928 — червні 1929 року — член редакції газети «Balsas» («Голос») (орган ЦК КП Литви) в містах Тільзіт, Кенігсберг, Данціг (Німеччина).
У червні 1929 — жовтні 1931 року — технічний секретар Литовської секції Виконкому Комінтерну, представник ЛКСМ Литви в Комуністичному інтернаціоналі молоді в Москві. Член ВКП(б) з 1929 по 1931 рік.
У жовтні 1931 — січні 1932 року — секретар ЦК Комуністичної партії Литви, секретар ЦК Комсомола Литви в місті Каунасі.
У січні 1932 року заарештований литовською владою за підпільну роботу і засуджений до ув'язнення в каторжних в'язницях Каунаса і Шауляя, де перебував по лютий 1938 року.
З лютого по листопад 1938 року проживав у родині батька в місті Укмерге, хворів і не працював. У 1938—1939 роках був вільним слухачем Каунаського і Вільнюського університетів. З листопада 1938 по листопад 1939 року працював членом редакції, перекладачем ліберальної газети «Laikas» («Час») у Каунасі.
У жовтні 1939 року був заарештований литовською владою і засланий. У листопаді 1939 — лютому 1940 року — на засланні в селі Валакбудіс і містечку Сінсаутсай. У лютому — червні 1940 року — на засланні в містечку Гражишкай.
У червні — липні 1940 року — віце-міністр внутрішніх справ Литви, начальник Вільнюського повіту і міста.
11 вересня 1940 — 31 липня 1941 року — народний комісар внутрішніх справ Литовської РСР.
Член ВКП(б) з жовтня 1940 року.
У червні — липні 1941 року — керівник посиленого батальйону 1-го мотомеханічного полку НКВС у Литовській РСР. У липні — вересні 1941 року — співробітник Спецтабору НКВС у місті Горькому.
У вересні 1941 — січні 1942 року — в розпорядженні відділу кадрів НКВС СРСР (при 2-му відділі НКВС). У січні — червні 1942 року — начальник 5-го відділення (литовського) 2-го відділу 4-го Управління НКВС СРСР. У червні 1942 — травні 1943 року — начальник 3-го відділення (литовського) 1-го відділу 4-го Управління НКВС СРСР. У травні — листопаді 1943 року — начальник 3-го відділення (литовського) 2-го відділу 4-го Управління НКДБ СРСР. У листопаді 1943 — липні 1944 року — начальник оперативної групи НКДБ СРСР в Литві. Керував диверсійною роботою на території окупованої Литви.
12 липня 1944 — 4 серпня 1945 року — народний комісар державної безпеки Литовської РСР.
У червні 1945 — серпні 1950 року — директор Видавництва художньої літератури Литовської РСР. Одночасно у вересні 1945 — березні 1947 року — голова Комітету у справах культурно-освітніх установ при РМ Литовської РСР.
З 1945 року був членом Спілки письменників СРСР, займався літературною діяльністю. У 1948 році закінчив екстерном вісім класів гімназії у Вільнюсі. З серпня 1950 по травень 1953 року — член правління Спілки письменників СРСР.
У червні 1953 — липні 1955 року — міністр культури Литовської РСР.
З червня 1955 року — член правління Спілки письменників СРСР.
У 1956 році заочно закінчив 3 курси Московського літературного інституту імені Горького.
Похований у Вільнюсі на Антакальніському цвинтарі.

## Творчість
Літературною діяльністю займався з 1928 року. Друкував в нелегальних литовських газетах оповідання про боротьбу литовських трудящих. У Мінську під псевдонімом Броліс опублікував збірку оповідань і нарисів «Прапороносець» (1935).
Автор історичних романів «Правда коваля Ігнотаса» (1948—1949), «Брати» (1951—1955), «Змова» (1964—1965) про революційну боротьбу литовського народу за радянську владу в 1918—1926 роках. Збірка оповідань «Темна нічка» (1958) оповідала про боротьбу революціонерів у «буржуазній» Литві. Історична повість «Комісар Жовтня» (1967) була присвячена життєвому шляху Міцкявічюса-Капсукаса. Автор п'єс «Береги Немунеліса» (1957), «Невидима зброя» (1958), «Поєдинок» (1961).

## Звання
- старший майор державної безпеки (2.01.1941)
- комісар державної безпеки (14.02.1943)
- генерал-майор (9.07.1945)

## Нагороди
- два ордени Леніна
- орден Трудового Червоного Прапора
- орден Червоного Прапора (31.05.1945)
- орден Червоної Зірки (20.09.1943)
- медалі
- знак «Заслужений працівник НКВС» (19.12.1942)
- Сталінська премія (1951)
- народний письменник Литовської РСР (1968)